# Ҙ
Ҙ, ҙ — буква расширенной кириллицы, в Юникоде называемая З с нижним выносным элементом.
7-я буква башкирского алфавита, где означает звонкий межзубый звук [ð]. При произношении данного согласного язык должен быть распластан и не напряжён, а кончик языка должен находиться между зубами, которые неплотно прижимают его. В эту щель проходит струя воздуха, и образуется звук [ð].
Данный звук есть и в английском языке. Примеры: баш. беҙ — «мы»; англ. they — «они».
Фонема [ҙ] представлена во всех позициях исконно башкирских слов и в ранних иноязычных заимствованиях. Очень широко употребляется в ауслауте (көҙ — «осень», яҙ — «весна») и инлауте (оҙаҡ — «долго», иҙән — «пол»). В анлауте встречается только в составе слова ҙур — «большой», и в производных слов образованных от него ҙурлыҡ — «величина», ҙурҙар — «взрослые» и других. Также [ҙ] представлена в начале некоторых частиц. Представляя одну из специфических звуков башкирского алфавита, [ҙ] выступает вместо этимологических общетюркских [д] и [з], а также [т] (примеры: биз>беҙ — «мы»; када>ҡаҙа — «вонзает»; атна>аҙна — «неделя»).
В нижнебельско-ыкском и караидельском говорах северо-западного диалекта башкирского языка, а также в разговорном языке мензелинских и бугульминских башкир, активно употребляется звук ð, который в башкирском литературном языке обозначается согласной буквой [ҙ]:
диал. бе[ҙ] — лит. «беҙ» (мы) бе[ҙ];
диал. се[ҙ] — лит. «һеҙ» (вы) һе[ҙ];
диал. симе[ҙ] — лит. «һимеҙ» (толстый) һиме[ҙ];
диал. [ҙ]акун — лит. «закон» (закон) [з]акон;
диал. калху[ҙ] — лит. «колхоз» (колхоз) колхо[з];
диал. [Ҙ]акир — лит. «Закир» (личное имя) [З]акир;
диал. [Ҙ]әкиә — лит. «Зәкиә» (личное имя) [З]әкиә;
диал. ҡо[ҙ]а — лит. «ҡоҙа» (сват) ҡо[ҙ]а;
диал. И[ҙ]ел — лит. «Иҙел» (гидроним, Волга) И[ҙ]ел и т. д.